# صفدر توکلی
صفدر توکلی (زادهٔ ۱۹۴۲ (میلادی) در یکاولنگ)، خواننده، نوازنده و موسیقی‌دان اهل افغانستان است. صفدر توکلی از مشهورترین خوانندگان و نوازندگان موسیقی سنتی هزارگی است. از وی به‌عنوان سلطان دمبوره افغانستان شناخته می‌شود.

## زندگی‌نامه
صفدر توکلی فرزند فضل احمد، زادهٔ ۱۳۲۰ (خورشیدی) یا ۱۹۴۲ (میلادی) در یکاولنگ ولایت بامیان است.
صفدر از قوم هزاره بوده و به صفت هنرمند چند میلیونی مردم افغانستان شناخته شده‌است. از اینکه صفدر توکلی در طول جنگ‌های افغانستان به جز هنر طرفی را اختیار نکرده‌است محبوب دل‌های مردم می‌باشد.
او بنیانگذار و معرفی‌کنندهٔ سبک ویژهٔ موسیقی و شعر هزارگی می‌باشد. او خود شعر می‌سراید آهنگ می‌سازد. او اسطورهٔ «دمبوره‌نوازی» نسل خویش است و به داشتن سبک خاص در موسیقی سنتی محلی و فلکلور مشهور است. صفدر در جوانی شوق و علاقه به هنر موسیقی روی آورد برای دنبال کردن هدفش، بامیان را ترک گفته و عازم کابل گردید از طریق دکان کوچک کست‌فروشی واقع در باغبان کوچه کابل امرار حیات نموده و به کارهای هنری خود در میان مردم و در محافل آغاز نمود. نظر به شوق و پشت کار که در هنر موسیقی داشت به رادیو تلویزیون ملی افغانستان راه یافت. وی مفتخر به اخذ مدال صداقت و نشان افتخار گردیده‌است. وی به‌صفت هنر مند محلی افغانستان مسافرت‌های زیادی هنری به کشورهای ازبکستان، آذربایجان، ترکمنستان، قرقیزستان، تاجیکستان، پاکستان و ایران داشته‌است که از این مسافرت‌هایش دیپلم‌های هنری زیادی را برای افغانستان به ارمغان آورده‌است. از سال ۱۳۶۴ تا سال ۱۳۷۵ وی سرپرستی گروه هنری وزارت اطلاعات و فرهنگ را به‌عهده داشته‌است. او از جمله خوانندگان محدود افغانستان است که در طول سال‌های گرفتار جنگ تا تصرف کابل به دست طالبان کشور و کابل را ترک نکرد. او درین گیر و دار جنگ پسر و همسر خود را از دست داد. صفدر هیچ وقت نخواست که ثروتمند باشد. هیچ وقت خود را در اوج شهرت نباخت و زندگی ساده رادر پیش دارد. مانند اکثریت استادان هنر افغانستان محروم و مظلوم باقی مانده‌است. پس از سقوط طالبان آهنگ «اگر از بامیان و قندهاریم – همگی پگ براریم» به‌صفت یک نماد همبستگی ملی گشت. صفدر دارای گروه ویژهٔ هنری بود و شاگردان زیادی تربیه نمود که آن‌ها فعلاً آهنگ‌سرایان افغانستان هستند.

## سلطان دمبوره
وزارت اطلاعات و فرهنگ افغانستان در حوت/اسفند ۱۳۹۹ لقب سلطان دمبوره را به صفدر توکلی اعطا کرد.